# Casearia congensis
Casearia congensis là một loài thực vật có hoa thuộc họ Liễu. Loài này được Ernest Friedrich Gilg mô tả năm 1908. Loài này có ở Cameroon, Cộng hòa Congo và Cộng hòa Dân chủ Congo.